# والدوایلر
والدوایلر (به آلمانی: Waldweiler) یک شهر در آلمان است که در تریر-زاربورگ واقع شده‌است. والدوایلر ۸۸۷ نفر جمعیت دارد.